# Bildnis einer Trinkerin
Bildnis einer Trinkerin (englischer Titel: Ticket of No Return) ist ein experimenteller Spielfilm von Ulrike Ottinger aus dem Jahr 1979.

## Handlung
Eine junge, außergewöhnlich schöne, reiche und elegante Frau fliegt nach Berlin, um sich dort dem Alkohol zu ergeben. Mit ihr treffen drei weitere Frauenfiguren, genannt  Gesunder Menschenverstand, Exakte Statistik und Soziale Frage, ein, die die Ereignisse als griechischer Chor von außen kommentieren. Die Frau begegnet einer anderen Trinkerin, die alt, ungepflegt, verelendet und obdachlos, genau das Gegenteil der Protagonistin ist und die deutlich Jüngere unterwürfig immer mit „Madame“ anspricht. Eine lesbische Beziehung zu ihr wird angedeutet, indem der Film zeigt, wie die Junge, die Ältere bei sich einziehen lässt, mit ihr das Bett und die Badewanne teilt und von nun an mit ihr zusammen auf Trinktour geht.
Die Frauen verlieren sich immer mehr und mehr in Exzessen, deren surreale Bilder bald nicht mehr zwischen Traum und Wirklichkeit unterscheiden. In der letzten Szene läuft Sie mit ihren eleganten Stöckelschuhen über einen Boden, der aus Spiegelglas besteht, das unter ihren Sohlen in lauter Splitter zerbirst.

## Deutung
Ulrike Ottinger schildert die Charaktere des Films: Ein Psychogramm zweier ungewöhnlicher … Frauen. Die eine, reich, exzentrisch, ihre Gefühle maskenhaft verbergend, trinkt sich bewusst zu Tode. Sie ist der Fall, der in der Statistik nicht erscheint, weil entweder zu Hause unter Valium gehalten oder unter Verschluss in einer Privatklinik. Die andere ist arm und trinkt sich unbewusst zu Tode. Sie erscheint in der normalen Statistik als Typ der haltlosen Trinkerin.

## Kritiken
Lexikon des internationalen Films: Mit eindringlichen, bisweilen überaus manieristischen Bildern inszeniert; im Gesamteindruck zwiespältig wegen des unpräzisen Einsatzes der filmischen Mittel.